# 1587 год
1587 (ты́сяча пятьсо́т во́семьдесят седьмо́й) год  по григорианскому календарю — невисокосный год, начинающийся в четверг. Это 1587 год нашей эры, 7‑й год 9‑го десятилетия XVI века 2‑го тысячелетия, 8‑й год 1580‑х годов. Он закончился 438 лет назад.
| Пн | Вт | Ср | Чт | Пт | Сб | Вс |
|    |    |    | 1  | 2  | 3  | 4  |
| 5  | 6  | 7  | 8  | 9  | 10 | 11 |
| 12 | 13 | 14 | 15 | 16 | 17 | 18 |
| 19 | 20 | 21 | 22 | 23 | 24 | 25 |
| 26 | 27 | 28 | 29 | 30 | 31 |    |

| Пн | Вт | Ср | Чт | Пт | Сб | Вс |
|    |    |    |    |    |    | 1  |
| 2  | 3  | 4  | 5  | 6  | 7  | 8  |
| 9  | 10 | 11 | 12 | 13 | 14 | 15 |
| 16 | 17 | 18 | 19 | 20 | 21 | 22 |
| 23 | 24 | 25 | 26 | 27 | 28 |    |

| Пн | Вт | Ср | Чт | Пт | Сб | Вс |
|    |    |    |    |    |    | 1  |
| 2  | 3  | 4  | 5  | 6  | 7  | 8  |
| 9  | 10 | 11 | 12 | 13 | 14 | 15 |
| 16 | 17 | 18 | 19 | 20 | 21 | 22 |
| 23 | 24 | 25 | 26 | 27 | 28 | 29 |
| 30 | 31 |    |    |    |    |    |

| Пн | Вт | Ср | Чт | Пт | Сб | Вс |
|    |    | 1  | 2  | 3  | 4  | 5  |
| 6  | 7  | 8  | 9  | 10 | 11 | 12 |
| 13 | 14 | 15 | 16 | 17 | 18 | 19 |
| 20 | 21 | 22 | 23 | 24 | 25 | 26 |
| 27 | 28 | 29 | 30 |    |    |    |

| Пн | Вт | Ср | Чт | Пт | Сб | Вс |
|    |    |    |    | 1  | 2  | 3  |
| 4  | 5  | 6  | 7  | 8  | 9  | 10 |
| 11 | 12 | 13 | 14 | 15 | 16 | 17 |
| 18 | 19 | 20 | 21 | 22 | 23 | 24 |
| 25 | 26 | 27 | 28 | 29 | 30 | 31 |

| Пн | Вт | Ср | Чт | Пт | Сб | Вс |
| 1  | 2  | 3  | 4  | 5  | 6  | 7  |
| 8  | 9  | 10 | 11 | 12 | 13 | 14 |
| 15 | 16 | 17 | 18 | 19 | 20 | 21 |
| 22 | 23 | 24 | 25 | 26 | 27 | 28 |
| 29 | 30 |    |    |    |    |    |

| Пн | Вт | Ср | Чт | Пт | Сб | Вс |
|    |    | 1  | 2  | 3  | 4  | 5  |
| 6  | 7  | 8  | 9  | 10 | 11 | 12 |
| 13 | 14 | 15 | 16 | 17 | 18 | 19 |
| 20 | 21 | 22 | 23 | 24 | 25 | 26 |
| 27 | 28 | 29 | 30 | 31 |    |    |

| Пн | Вт | Ср | Чт | Пт | Сб | Вс |
|    |    |    |    |    | 1  | 2  |
| 3  | 4  | 5  | 6  | 7  | 8  | 9  |
| 10 | 11 | 12 | 13 | 14 | 15 | 16 |
| 17 | 18 | 19 | 20 | 21 | 22 | 23 |
| 24 | 25 | 26 | 27 | 28 | 29 | 30 |
| 31 |    |    |    |    |    |    |

| Пн | Вт | Ср | Чт | Пт | Сб | Вс |
|    | 1  | 2  | 3  | 4  | 5  | 6  |
| 7  | 8  | 9  | 10 | 11 | 12 | 13 |
| 14 | 15 | 16 | 17 | 18 | 19 | 20 |
| 21 | 22 | 23 | 24 | 25 | 26 | 27 |
| 28 | 29 | 30 |    |    |    |    |

| Пн | Вт | Ср | Чт | Пт | Сб | Вс |
|    |    |    | 1  | 2  | 3  | 4  |
| 5  | 6  | 7  | 8  | 9  | 10 | 11 |
| 12 | 13 | 14 | 15 | 16 | 17 | 18 |
| 19 | 20 | 21 | 22 | 23 | 24 | 25 |
| 26 | 27 | 28 | 29 | 30 | 31 |    |

| Пн | Вт | Ср | Чт | Пт | Сб | Вс |
|    |    |    |    |    |    | 1  |
| 2  | 3  | 4  | 5  | 6  | 7  | 8  |
| 9  | 10 | 11 | 12 | 13 | 14 | 15 |
| 16 | 17 | 18 | 19 | 20 | 21 | 22 |
| 23 | 24 | 25 | 26 | 27 | 28 | 29 |
| 30 |    |    |    |    |    |    |

| Пн | Вт | Ср | Чт | Пт | Сб | Вс |
|    | 1  | 2  | 3  | 4  | 5  | 6  |
| 7  | 8  | 9  | 10 | 11 | 12 | 13 |
| 14 | 15 | 16 | 17 | 18 | 19 | 20 |
| 21 | 22 | 23 | 24 | 25 | 26 | 27 |
| 28 | 29 | 30 | 31 |    |    |    |

## События

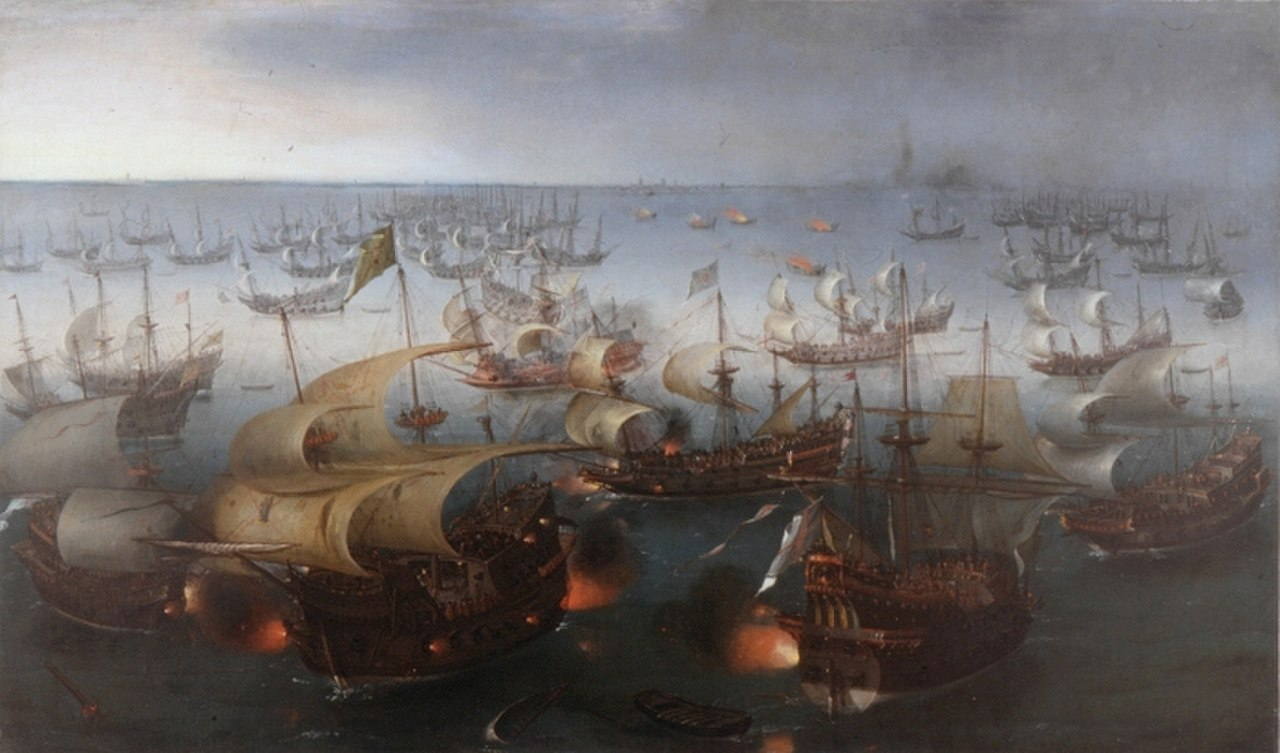
Сражение между Англией и Испанией

- 1493—1593 — Столетняя хорватско-османская война. Серия вооружённых конфликтов между Королевством Хорватия и Османской империей[1].
- 1507—1622 — Португало-персидская война. Ряд вооружённых конфликтов между колониалистской Португалией и вассальным Ормузом, с одной стороны, и Сефевидской империей, поддерживаемой англичанами, с другой[2].
- 1511—1641 — Малайско-португальская война. Вооружённый конфликт XVI—XVII веков, в котором Малаккский султанат при поддержке империи Мин, Голландской Ост-Индской компании (с 1607) и Джохора безуспешно сопротивлялся Португальской империи, стремившейся захватить Малакку и установить контроль над торговлей между Индией и Китаем[3].
- 1566—1609 — первый этап Нидерландской буржуазной революции (Восьмидесятилетняя война). Религиозно-идеологическая, политическая и социально-экономическая борьба Семнадцати провинций за независимость от испанского владычества[4].
- 1578—1590 — Турецко-персидская война[5].
- 1580—1589 — Португало-турецкая война[6].
- 1583—1588 — Кёльнская война[7].
- 1584—1589 — Календарные беспорядки. Столкновения в Риге между городским патрициатом и бюргерской оппозицией[8].

- 1585—1604 — Англо-испанская война[9].
  - 12 апреля—6 июля — рейд Дрейка на Кадис[10].
- 1585—1598 — Восьмая гугенотская война[11].
  - 20 октября — битва при Кутра[12].
  - 26 октября — битва при Вимори между регулярной королевской армией Генриха III под командованием Генриха де Гиза и немецкими и швейцарскими наемниками под командованием Фабиана Донского и Вильгельма Ламарка, которые были наняты, чтобы помочь гугенотским силам Генриха Наваррского, будущего Генриха IV[13].
- 1587—1588 — Абдулла-хан II отнял у Ирана: Хоросан с городами Мерв, Герат, Мешхед, Нишапур[14].
- 1587—1588 — Австрийская интервенция в Польше[15].
- 27 декабря — коронация Сигизмунда III[16].
- Филипп II снарядил мощный флот.
- Лестер завязал с испанцами переговоры и поднял мятеж с целью захвата Нидерландов. Мятеж разгромлен, а Лестер покинул страну.
- Папа римский особой буллой призвал католиков к войне с Англией.
- Избирательный сейм в Речи Посполитой (отсутствовали представители ВКЛ)[16].
- Указ Тоётоми Хидэёси против миссионерской пропаганды в Японии.

## Русское государство
Царствование: 1584—1598 — Фёдор Иванович
- Март — Хворостинин Дмитрий Иванович проводит розыск о приезде Шуйского Ивана Петровича в Суздаль и его контактах в Покровском женском монастыре со старицей Прасковьей (2-я жена царевича Ивана Ивановича)[17].
- В Грузию отправляется русское посольство, в связи с просьбой кахатинского царя Александра II, высказанной в 1586 году, о принятии Грузии в состав России[18].
  - Фёдор Иванович посылает русских и терских воевод с войском в помощь грузинскому царю для противодействия турецкому проникновению[18].
  - Принятие царём Кахети Александром русского подданства.
- Лето—осень — Государев поход в Можайск против угрозы со стороны ВКЛ[19].
- Лето — Государь, после смерти Стефана Батория (ум. декабрь 1586), отправляет в Варшаву Годунова Степана Васильевича, Троекурова Фёдора Михайловича и Щелкалова Василия Яковлевича для ведения переговоров первостепенной важности с Польским сеймом. Послы были уполномочены представить выборным от сейма формулированные 10 пунктов условия, на которых царь Фёдор Иванович согласился бы принять польско-литовскую корону[20]. Посольство добилась заключения мира на 15 лет, однако общий договор не заключили, поскольку кандидатура Фёдора Ивановича на вакантный трон и условия унии, предлагаемые русской стороной, оказались неприемлемы для Речи Посполитой[21].
  - 4 августа — русские послы «с великой честью» и большой пышностью были приняты в «Рыцарском коле», где они изложили предложения Фёдора Ивановича[20].
  - Переговоры вскоре оборвались, так как со стороны Сейма были выставлены совершенно не приемлемые условия, в том числе и переход Фёдора Ивановича в католичество[20].
  - Единственным результатом посольства стало заключение 15-летнего мира между странами[20].
- 28 сентября — принятие царём Кахети Александром русского подданства[18].
- Зима 1587/1588 — русскими войсками захвачен в плен сибирский хан Саид-Ахмед, а столица Кашлык сожжена стрельцами воеводы Д. Г. Чулкова. После этого Сибирское ханство фактически перестало сосуществовать, его территория вошла в состав Русского государства. Чуть позже, титул «царь Сибирский» вошёл в официальный титул русского царя[22].
- По указанию Бориса Годунова проводится перепись земель в Двинской области и на Волге[23].
- Пожалованы окольничеством: Клешнин Андрей Петрович, Плещеев Никита Иванович Овчина, Лобанов-Ростовский Пётр Семёнович[24].
- Пожалован боярством: Юрьев Фёдор Никитич[24].
- На службу Государю выехали родоначальники дворянских родов: Вязмитиновы и графы Вязмитиновы, Фон-Виттен, Энгельгардт и бароны Энгельгардт[25].

### Города и поселения
- Письменным головою Даниилом Григорьевичем Чулковым на реке Иртыш заложен город Тобольск[18][26].
- Воеводы Сукин Василий и Мясной Иван Никитич основывают на реке Туре город Тюмень[18].
- Гермоген (будущий патриарх) принял иночество, вскоре стал игуменом, а затем архимандритом казанского Спасо-Преображенского монастыря (до 1589 года)[27].
- Вокруг слобод Евстафьевская и Тимофеевская возведена деревянная крепость получившая название Осташковский городок (сов. г. Осташков)[28].
- 1582—1589 — строительство каменного Астраханского кремля (см. 1558 год)[29].

### Акты и грамоты
- Июль — Боярский приговор по отписке путивльского воеводы Хворостинина Андрея Ивановича о своде сторожей донецких и о посылке станиц[30].

### Руководители приказов
| Года      | Приказ            | Ф,И,О главы                 | Примечания |
| --------- | ----------------- | --------------------------- | ---------- |
| 1577-1594 | Разрядный приказ  | Щелкалов Василий Яковлевич  |            |
| 1570-1594 | Посольский приказ | Щелкалов Андрей Яковлевич   |            |
| 1570-1588 | Казанского дворца | Щелкалов Андрей Яковлевич   |            |
| 1584-1597 | Большого дворца   | Годунов Григорий Васильевич | Боярин     |
| 1586-1593 | Стрелецкий приказ | Годунов Иван Васильевич     | Боярин     |

## Начало правления
См.также: Список глав государств в 1587 году
- 1587—1632 — Сигизмунд III Ваза избран королём польским и великим князем литовским[16].
- 1587—1629 — Аббас I Великий (1571—1629)[33], шах Ирана.

## Родились

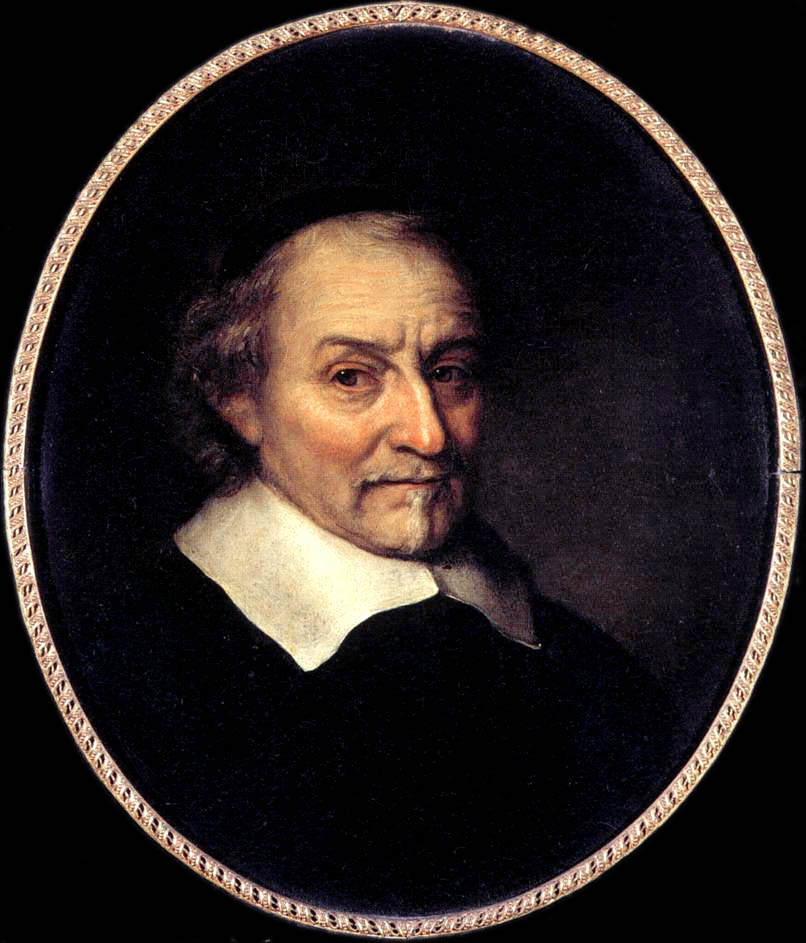
Изображение Йост ван ден Вондела

См. также: Категория:Родившиеся в 1587 году
- 24 февраля — Йоханн Бергиус, немецкий реформатский богослов (ум. 1658).
- 24 февраля — Матей Фабер, религиозный писатель, иезуит, католический священник (ум. 1653).
- 24 февраля (крещён) — Антуан Боэссе, французский композитор, музыкальный суперинтендант королевского двора (ум. 1643).
- Февраль — казнь Марии Стюарт.
- Эсайас ван де Велде — нидерландский художник и гравёр, из семьи художников ван де Велде.
- Виктор Амадей I — герцог Савойский с 1630 года, также номинальный король Кипра и Иерусалима.
- Йост ван ден Вондел — нидерландский поэт и драматург, один из наиболее ярких представителей «Золотого века» нидерландской литературы. Своим творчеством заложил основы современного нидерландского литературного языка.
- Франческа Каччини — итальянский композитор, поэтесса, певица и лютнистка, крупнейший музыкант эпохи барокко и наиболее значительная фигура среди женщин-композиторов после Хильдегарды Бингенской вплоть до Франчески Лебрен и европейского романтизма XIX века.
- Ян Питерсоон Кун — 4-й губернатор Голландской Ост-Индии, сумевший значительно расширить голландские колониальные владения в Индонезийском архипелаге.
- Стефано Ланди — итальянский композитор и педагог римской школы эпохи раннего барокко. Стефано был влиятельным оперным композитором, написавшим одну из первых опер с историческим сюжетом.
- Гаспар де Гусман Оливарес — испанский государственный деятель, фаворит короля Филиппа IV.
- Йоханнес Фабрициус — голландско-немецкий астроном. Сын Давида Фабрициуса.
- Самуэль Шейдт — немецкий композитор и органист, один из основателей северогерманской органной школы.
- Юн Сон До — корейский поэт, государственный деятель и конфуцианский учёный.
- Иоахим Юнг — немецкий учёный.

## Скончались

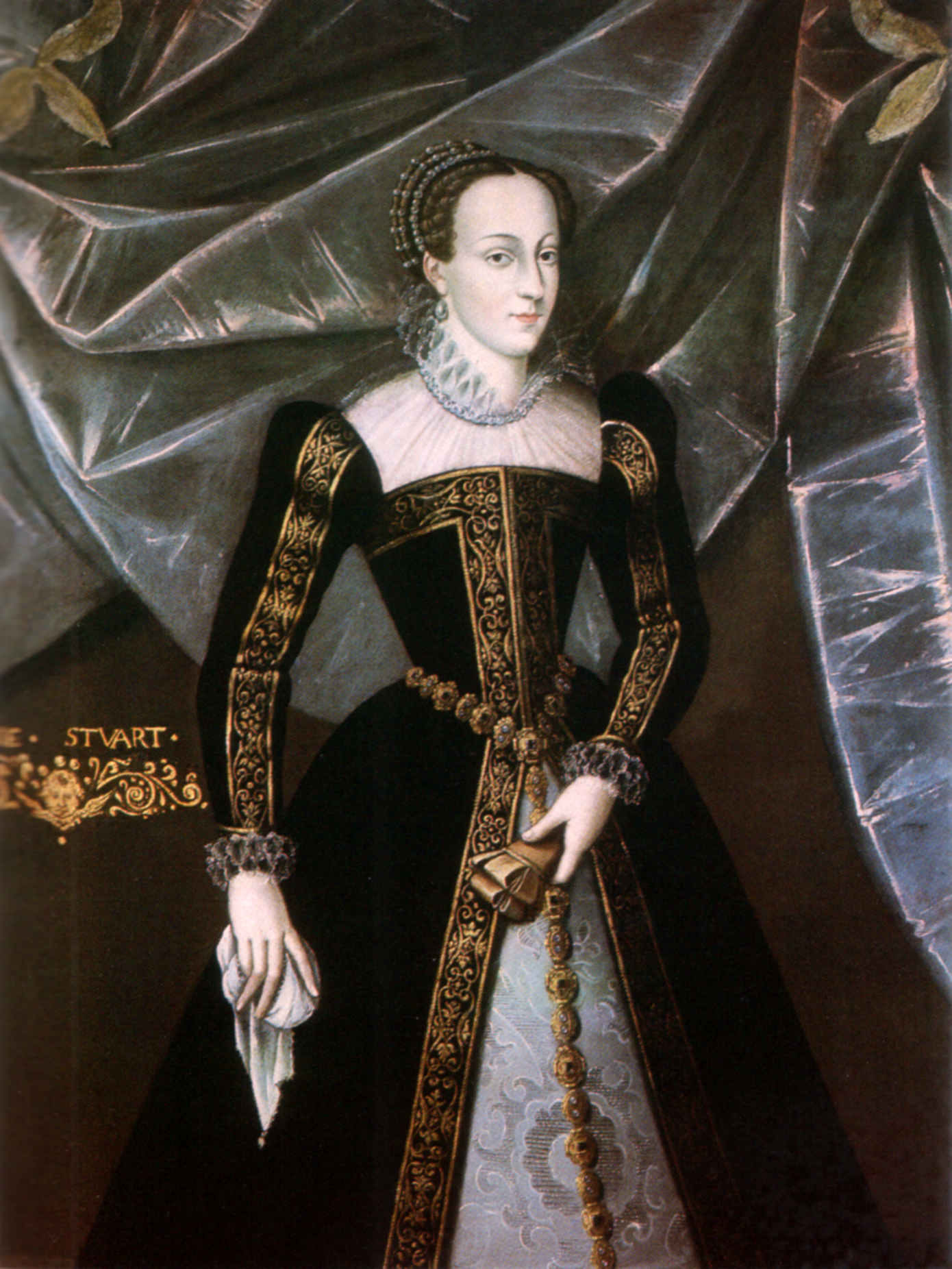
Изображение шотландской королевы Марии Стюарт

См. также: Категория:Умершие в 1587 году
- Бьянка Каппелло — вторая жена, перед этим многолетняя любовница великого герцога Тосканского Франческо I, одна из самых печально известных и окружённых легендами женщин эпохи Ренессанса, заслужившая прозвище «Колдунья».
- Готхард Кетлер — последний ландмейстер Тевтонского ордена в Ливонии и первый герцог Курляндии и Семигалии.
- Джованни ди Бона Леонардо — итальянский шахматист, один из первых европейских мастеров.
- Мария Стюарт — королева Шотландии со младенчества (фактически с 1560 года) до низложения в 1567 году, а также королева Франции в 1559—1560 годах (как супруга короля Франциска II) и претендентка на английский престол. Её трагическая судьба, полная вполне «литературных» по драматизму поворотов и событий, привлекала писателей романтической и последующих эпох.
- Улудж Али — мусульманский корсар итальянского происхождения, ставший позже адмиралом (рейс) и адмиралом флота (каптан-и дерья). Улудж Али был одно время пашой Алжира, пашой Триполи, показал себя с лучшей стороны в битве при Лепанто.
- Джон Фокс — английский историк, автор «Книги мучеников Фокса» — известного описания христианских мучеников в Западном мире, охватившего период с I по XVI век нашей эры.
- Франческо I — великий герцог Тосканы с 1574 по 1587 год.
- Никола Нальешкович — хорватский поэт-лирик, драматург и астроном/